# Pavel Altschul
Pavel Altschul (17. května 1900 Česká Skalice – 18. srpna 1944 Terezín) byl český novinář, fotograf a vydavatel.

## Život a dílo
Ve 30. letech 20. století vydával ilustrovaný časopis Světozor, který se pod jeho vedením přetransformoval ze zábavného rodinného listu na týdeník věnovaný sociálním reportážím z období velké hospodářské krize, zprávám o nástupu nacismu v Německu i o moskevských stalinistických procesech. Orientoval se také na propagaci avantgardních uměleckých směrů.
Zahynul v roce 1944 v koncentračním táboře Terezín.